# Antiguas literaturas germánicas
Antiguas literaturas germánicas es un libro del escritor argentino Jorge Luis Borges, con la colaboración de Delia Ingenieros. Fue publicado por primera vez por primera vez por Fondo de Cultura Económica, en 1951.
El libro tuvo una reedición en 1966, con la colaboración de María Esther Vázquez, hecha por Falbo Editor. Esta edición fue revisada y ampliada y se publicó con el título Literaturas germánicas medievales. Emecé compró los derechos y lo reeditó en 1978. Más adelante, hubo un entredicho judicial entre Vázquez y la viuda y propietaria de los derechos de autor de Borges, María Kodama, por una nueva reedición. Kodama sostenía que el libro era el mismo (con algunos cambios) del publicado con Delia Ingenieros.
El libro, como Borges lo dice en el prólogo, es una introducción a las antiguas literaturas germanas y el primero en lengua castellana en tratar el tema.

## La obra
Antiguas literaturas germánicas es una obra en la que Borges economiza recursos, escribiendo con brevedad y precisión en el empleo de los términos. Extensos poemas están contados en pocas líneas (como Beowulf, primer poema conocido de la literatura germana); historias que son parte de libros completos, narradas en pocas páginas.
El libro consta de tres capítulos: el primero está dedicado al obispo Ulfilas y su traducción de la Biblia al gótico, conservada en fragmentos en el Codex Argenteus; el segundo trata sobre literatura inglesa antigua. El tercer capítulo está dedicado a Snorri Sturluson y a su obra: la Edda menor (un manual de poesía islandesa) y el Heimskringla (una historia de los reyes noruegos), entre otros temas.